# Allen Daviau
John Allen Daviau (New Orleans, 14 giugno 1942 – Los Angeles, 15 aprile 2020) è stato un direttore della fotografia statunitense.

## Biografia
Nominato a cinque premi Oscar e vincitore del Premio BAFTA per la miglior fotografia, collaborò spesso con il regista Steven Spielberg, sin dai suoi esordi, firmando la fotografia del suo primo lavoro, Amblin, per poi lavorare su E.T. l'extra-terrestre, L'impero del sole, Il colore viola e Indiana Jones e il tempio maledetto.
È morto il 15 aprile 2020 a causa di complicazioni da COVID-19.

## Riconoscimenti
- Premio Oscar:
  - 1992 - Candidatura Miglior fotografia per Bugsy
  - 1991 - Candidatura Miglior fotografia per Avalon
  - 1988 - Candidatura Miglior fotografia per L'impero del sole
  - 1986 - Candidatura Miglior fotografia per Il colore viola
  - 1983 - Candidatura Miglior fotografia per E.T. l'extra-terrestre

- BAFTA Awards:
  - 1989 - Miglior fotografia per L'impero del sole
  - 1983 - Candidatura Miglior fotografia per E.T. l'extra-terrestre

## Filmografia parziale

### Cinema
- Amblin', regia di Steven Spielberg (1968) - cortometraggio
- The Brothers O'Toole, regia di Richard Erdman (1974)
- Incontri ravvicinati del terzo tipo (Close Encounters of the Third Kind), regia di Steven Spielberg (1977)
- E.T. l'extra-terrestre (E.T. the Extra-Terrestrial), regia di Steven Spielberg (1982)
- Ai confini della realtà (Twilight Zone: The Movie), regia di Steven Spielberg e Joe Dante (1983) - segmenti Il gioco del bussolotto e Terrore ad alta quota
- Il colore viola (The Color Purple), regia di Steven Spielberg (1985)
- Il gioco del falco (The Falcon and the Snowman), regia di John Schlesinger (1985)
- L'impero del sole (Empire of the Sun), regia di Steven Spielberg (1987)
- Bigfoot e i suoi amici (Harry and the Hendersons), regia di William Dear (1987)
- Avalon, regia di Barry Levinson (1990)
- Bugsy, regia di Barry Levinson (1991)
- Prossima fermata: paradiso (Defending Your Life), regia di Albert Brooks (1991)
- Fearless - Senza paura (Fearless), regia di Peter Weir (1993)
- Congo, regia di Frank Marshall (1995)
- The Astronaut's Wife - La moglie dell'astronauta (The Astronaut's Wife), regia di Rand Ravich (1999)
- Van Helsing, regia di Stephen Sommers (2004)